# 24751 Kroemer
24751 Kroemer este un asteroid din centura principală de asteroizi.

## Descriere
24751 Kroemer este un asteroid din centura principală de asteroizi. A fost descoperit pe 21 septembrie 1992 la Tautenburg de Freimut Börngen. El prezintă o orbită caracterizată de o semiaxă mare de 2,85 ua, o excentricitate de 0,13 și o înclinație de 5,4° în raport cu ecliptica.